# Zvonimir Vrkljan
Zvonimir Vrkljan' (Vukovar, 26. srpnja 1902. – Zagreb, 8. veljače 1999.) bio je hrvatski arhitekt.

## Životopis
Arhitekturu je završio u Zagrebu 1924. na tadašnjoj Tehničkoj visokoj školi, a studirao je u Beču i Firenci. Od 1926. radio je s Ignjatom Fischerom, od 1931. godine imao je i svoj ured, a od 1941. godine do umirovljena bio je redoviti profesor na Arhitektonskom fakultetu. Od 1988. godine do smrti bio je redoviti član JAZU-a (danas HAZU), 1969. dobio je nagradu Viktor Kovaćić za životno djelo, a 1977. nagradu Vladimir Nazor.

## Realizacije
- Trgovačka akademija (danas zgrada Ministarstva obrane)
- Zgrada Učiteljskoga fakilteta
- Zgrada Veterinarskoga fakulteta